# راونا پلانینا
راونا پلانینا (به صربی: Ravna planina) یک کوه در صربستان است که در صربستان واقع شده‌است. راونا پلانینا ۱٬۵۴۲ متر بالاتر از سطح دریا واقع شده‌است.